# Zazie Beetz

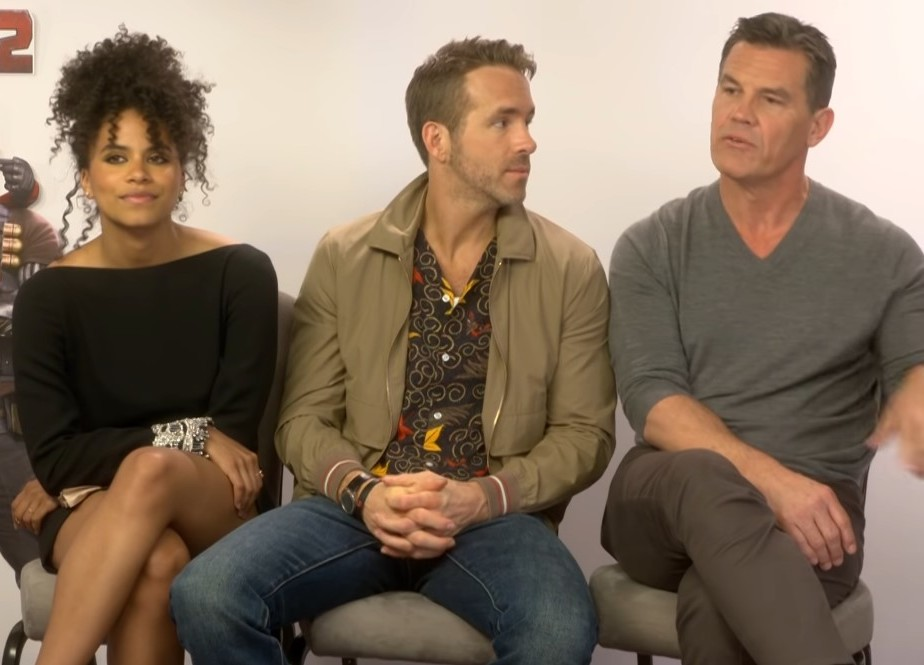
Zazie Beetz, Ryan Reynolds i Josh Brolin (2018)

Zazie Olivia Beetz (wym. [zaˈsiː ˈbeːts]; ur. 25 maja 1991 w Berlinie) – amerykańsko-niemiecka aktorka, która wystąpiła m.in. w filmach Deadpool 2, Joker i Geostorm.

## Filmografia

### Filmy
| Rok  | Tytuł                           | Rola            | Uwagi           |
| ---- | ------------------------------- | --------------- | --------------- |
| 2013 | The Crocotta                    | The Crocotta    | krótkometrażowy |
| 2014 | Beasts                          | Ally            | krótkometrażowy |
| 2015 | 5th & Palisade                  | det. McBride    | krótkometrażowy |
| 2015 | James White                     |                 |                 |
| 2015 | Na kwaśne jabłko                | Rain            |                 |
| 2015 | Double Bind                     | Baily           | krótkometrażowy |
| 2016 | Wolves                          | Victoria        |                 |
| 2016 | Finding Her                     | Keysha          |                 |
| 2016 | MBFF: Man's Best Friend Forever | Ivana           | krótkometrażowy |
| 2017 | Sollers Point                   | Courtney        |                 |
| 2017 | Geostorm                        | Dana            |                 |
| 2018 | Dead Pigs                       | Angie           |                 |
| 2018 | Deadpool 2                      | Domino          |                 |
| 2018 | Slice                           | Astrid          |                 |
| 2019 | Wysokie loty                    | Sam             |                 |
| 2019 | Wounds                          | Alicia          |                 |
| 2019 | The Undiscovered Country        | Darla           |                 |
| 2019 | Seberg                          | Dorothy Jamal   |                 |
| 2019 | Joker                           | Sophie Dumond   |                 |
| 2019 | Lucy wśród gwiazd               | Erin Eccles     |                 |
| 2020 | Nine Days                       | Emma            |                 |
| 2020 | Still Here                      | Keysha          |                 |
| 2021 | Wyrolowani                      | Dottie          |                 |
| 2021 | Zemsta rewolwerowca             | Stagecoach Mary |                 |
| 2022 | Pan Wilk i spółka. Bad Guys     | Diane Foxington |                 |
| 2022 | Bullet Train                    | Hornet          |                 |

### Telewizja
| Rok       | Tytuł                         | Rola                 | Uwagi              |
| --------- | ----------------------------- | -------------------- | ------------------ |
| 2016      | Margot vs. Lily               | Allie                | miniserial; 4 odc. |
| 2016–17   | Easy                          | Noelle               | 3 odc.             |
| 2016–2022 | Atlanta                       | Vanessa              | w gł. obsadzie     |
| 2019      | The Twilight Zone             | Sophie Gelson        | odc. Blurryman     |
| od 2021   | Niezwyciężony                 | Amber Bennett (głos) | w gł. obsadzie     |
| 2023      | History of the World, Part II | Maria Magdalena      | miniserial, 3 odc. |
| 2023      | Czarne lustro                 | Bo                   | odc. Mazey Day     |
| 2023      | Full Circle                   | Mel Harmony          | miniserial         |